# Rana porosa
Rana porosa é uma espécie de rã da família Ranidae.
O Sapo do Charco de Daruma macho tem 3,5 cm a 6 cm e 2mm e a fêmea tem 3 cm e 7mm a 7 cm e 3mm. Eles vivem em grama úmida, charcos, marismas e valas.